# Blanda
Blanda je řeka v severní části Islandu. Je dlouhá 125 km, její povodí má rozlohu 2370 km², průtok se pohybuje od 20 m³/s po 90 m³/s (rekordní naměřená hodnota činila 550 m³/s). Řeka dosahuje šířky až padesát metrů a maximální hloubky dva metry.
Řeka pramení na náhorní plošině Kjölur a je napájena převážně z ledovce Hofsjökull. Na horním toku vytváří 18 km dlouhý kaňon. Protéká přes území regionu Norðurland vestra a ve městě Blönduós se vlévá do zálivu Húnaflói, který je součástí Grónského moře. V ústí řeky leží ostrov Hrútey, který je vyhledáván turisty jako významné hnízdiště ptáků.
Blanda je známá bohatstvím ryb, ročně se zde uloví až tři tisíce lososů. Na řece byla v roce 1990 postavena přehrada Blöndulón o rozloze 57 km² s hydroelektrárnou o výkonu 150 MW.